# Chicago 13
Chicago 13 è l'undicesimo album in studio del gruppo musicale statunitense Chicago, pubblicato nel 1979.

## Tracce
Side 1
1. Street Player – 9:11
2. Mama Take – 4:14
3. Must Have Been Crazy – 3:26
4. Window Dreamin' – 4:11
5. Paradise Alley – 3:39

Side 2
1. Aloha Mama – 4:11
2. Reruns – 4:29
3. Loser with a Broken Heart – 4:43
4. Life Is What It Is – 4:37
5. Run Away – 4:18

## Formazione

### Gruppo
- Peter Cetera – basso, voce, cori
- Donnie Dacus – chitarra, voce, cori
- Laudir de Oliveira – percussioni
- Robert Lamm – tastiera, voce, cori
- Lee Loughnane – tromba, cori
- James Pankow – trombone, arrangiamenti
- Walter Parazaider – legni
- Danny Seraphine – batteria

### Altri musicisti
- David "Hawk" Wolinski – sintetizzatore in Street Player
- Airto Moreira – percussioni in Street Player, Paradise Alley, Life Is What It Is e Run Away
- Maynard Ferguson – tromba in Street Player